# Karl Jaeckel
Karl Friedrich Wilhelm Jaeckel (Käntchen, 11 de outubro de 1908 — Berlim, 24 de janeiro de 1984) foi um engenheiro e matemático alemão.

## Vida
Jaeckel completou sua graduação em 1934 em Wrocław com o título de Diplom-Ingenieur, tendo trabalhado em seguida até 1939 como assistente na cadeira de Matemática Superior na Universidade Técnica de Wroclaw. Lá obteve o doutorado (Dr.-Ing.) em 1936 com um trabalho sobre análise funcional: Über die Bestimmung maximaler Eigenwerte bei gewissen Randwertaufgaben. Seu orientador foi Werner Schmeidler. Em 1938 habilitou-se e em 1939 tornou-se docente.
De 1940 a 1946 foi professor na Universidade Técnica de Berlim, tendo durante este péríodo prestado serviço militar. De 1946 a 1949 trabalhou na Deutsche Forschungsanstalt für Luftfahrt em Braunschweig-Völkenrode, para onde já durante a Segunda Guerra Mundial foi remanejado, onde entre outros envolveu-se com o estudo do fluxo de ar em aerofólios.
Em 7 de março de 1949 habilitou-se em matemática e foi lecionar na Universidade de Hanôver, onde tornou-se docente em 1951 e em 2 de outubro de 1952 professor extraordinário em matemática aplicada e análise funcional.
Em 1958 retornou à Universidade Técnica de Berlim, como conselheiro científico, onde tornou-se professor ordinário de matemática em 1962. Em 1964 foi o sucessor de Wolfgang Haack como diretor do Centro de Computação, que em 1974, ano em que tornou-se professor emérito, tornou-se o Centro de Computação da Universidade.

## Publicações
Seu trabalho de habilitação, Über die Kräfte auf beschleunigt bewegte veränderliche Tragflügelprofile, foi publicado em 1938 no Ingenieur-Archiv, volume 9, caderno 5.
Jaeckel publicou mais de 30 artigos, principalmente sobre pesquisas em aviação (1938 - 1942).
Com Walter Just publicou Aerodynamik der Hub- und Tragschrauber, 2 volumes, Deutsche Studiengemeinschaft Hubschrauber, Stuttgart, 1954.